# Лекция Карла Янского
«Лекция Карла Янского» (англ. Karl G. Jansky Lecture, Karl G. Jansky Lectureship) — награда Национальной радиоастрономической обсерватории США. Присуждается ежегодно с 1966 года за выдающийся вклад в развитие радиоастрономии. Названа в честь Карла Янского. Лауреат должен прочитать лекции в трёх городах, в которых расположены отделения обсерватории. Среди награждённых — 8 лауреатов Нобелевской премии.

## Лауреаты
- 1966: Болтон, Джон Гейтенби
- 1967: Оорт, Ян Хендрик
- 1968: Шкловский, Иосиф Самуилович
- 1969: Хойл, Фред
- 1970: Дикке, Роберт
- 1971:  Таунс, Чарлз Хард
- 1972: Бок, Барт Ян
- 1973: Джон Пол Уайлд[англ.]
- 1974: Спитцер, Лайман
- 1975: Ребер, Гроут
- 1976:  Парселл, Эдвард Миллс
- 1977: Бербидж, Элинор Маргерит
- 1978:  Субраманьян Чандрасекар
- 1979: Шмидт, Мартен
- 1980: Шварцшильд, Мартин
- 1981: Рис, Мартин Джон
- 1982: Моррисон, Филип
- 1983:  Пензиас, Арно Аллан
- 1984:  Вильсон, Роберт Вудро
- 1985: Бербидж, Джефри
- 1986: Браун, Роберт Хэнбери
- 1987: Хюлст, Хендрик Кристофель ван де
- 1988:  Фаулер, Уильям Альфред
- 1989:  Тейлор, Джозеф Хотон
- 1990: Alan H. Barrett
- 1991: Сэндидж, Аллан Рекс
- 1992: Шапиро, Ирвин
- 1993: David S. Heeschen
- 1994: Рубин, Вера
- 1995: Бернелл, Джоселин Белл
- 1996: James M. Moran[нем.]
- 1997:  Пиблс, Джим
- 1998: Bernard F. Burke[англ.]
- 1999: Дрейк, Фрэнк Дональд
- 2000: V. Radhakrishnan[англ.]
- 2001: William J. Welch
- 2002: Shrinivas Kulkarni[англ.]
- 2003: Дональд Баккер
- 2004: Ronald D. Ekers[англ.]
- 2005: Сюняев, Рашид Алиевич
- 2006: Frank J. Low[англ.]
- 2007: Karl Martin Menten[нем.]
- 2008: Arthur M. Wolfe[англ.]
- 2009: Anthony Readhead
- 2010:  Генцель, Райнхард
- 2011: Sander Weinreb
- 2012: Mark Reid
- 2013: Беннетт, Чарльз
- 2014: Джилл Тартер
- 2015: Nick Z. Scoville[англ.]
- 2016: Jacqueline H. van Gorkom[4]
- 2017: Bernie Fanaroff[англ.]
- 2018: Роджер Блэндфорд[5]
- 2019 Anneila Sargent
- 2020 Martha P. Haynes
- 2021 Luis F. Rodriguez
- 2022 Françoise Combes